# 行为绝望模型
行为绝望模型（英文为behavioural despair test或Porsolt forced swimming test），或称强迫游泳测试/模型，主要研究的是被测试的动物（主要是啮齿类动物）如何应对溺水威胁。该模型被用来模拟和测量悲观情绪发生的难易程度，常常被用来测试抗抑郁药是否有效。但对该模型是否能够模拟动物的悲观情绪仍然有争议。

## 试验方法
该模型包括两次测试：受测试动物被放置于一个装足够多水而且动物无法逃脱的有机玻璃容器中；首次试验持续15分钟；第二次试验在首次试验后24小时候进行，持续5分钟——第二次试验中，受测试动物会从不停游动挣扎，到不再停止拼命游动，除了一些必要的使自己得以呼吸的动作之外不再挣扎之后，然后记录下从挣扎到放弃的时间。实际上，这段时间可通过对受测试动物使用有效的抗抑郁药或者電痙攣療法缩短。
也有实验者将两次试验并为一次，单次试验持续6分钟。更为现代的试验方法分别核算游泳和爬行，因为游泳和爬动实际由两种不同的抑制剂控制：游泳行为可因选择性5-羟色胺再摄取抑制剂而减少，而爬动行为则可以通过一些去甲腎上腺素再攝取抑制劑提升，例如去郁敏和马普替林等。

## 原理上的争议
一般认为第二次试验中受测试动物不再挣扎与受测试动物的悲观情绪相关，受测试动物停止挣扎代表其已经绝望。支持这一说法的主要证据则是：与没有使用抗抑郁药的对照组相比，使用抗抑郁药后的受测试动物挣扎游动的时间更长、更用力。然而，也有人质疑，受测试动物不再挣扎游动并非出于绝望，而是由于在挣扎期间动物已经学习或者习惯了水中的环境，整个试验只不过是受测试动物的一个適應过程：动物在试验中逐步了解习惯了环境，因此变得不那么害怕了。有实验表明，把大鼠放在其可以逃脱的容器中，受测试大鼠在第二次试验中的挣扎时间也出现了下降。但是，如果按行为绝望模型的说法，这些受测试动物理并未经历绝望，第二次测试中的挣扎不应该有显著下降。
行为绝望模型中的“绝望”有一定拟人成分——人类实际并非受测试的动物，我们将其描述为绝望实际上有一定主观成分，因此该模型是否真的能测量动物的悲观情绪仍有待商榷。许多学者更倾向于使用“强迫游泳模型”来称呼这些试验，但是“强迫游泳模型”遭到了动物权益组织，特别是善待动物组织的批评。.